# Anolis heteropholidotus
Anolis heteropholidotus — вид ігуаноподібних ящірок родини анолісових (Dactyloidae). Мешкає в Центральній Америці.

## Поширення і екологія
Anolis heteropholidotus мешкають на південному заході Гондурасу та на півночі Сальвадору, можливо, також на південному сході Гватемали. Вони живуть у вологих гірських тропічних лісах, трапляються на узліссях та в садах. Зустрічаються на висоті від 1860 до 2200 м над рівнем моря.